# 박근혜 대통령 탄핵 반대 시위
박근혜 대통령 탄핵 반대 시위는 박근혜-최순실 게이트로 박근혜 당시 대통령에 대한 사퇴 및 탄핵 압박이 높아지고, 박근혜 대통령 탄핵 소추안이 가결되면서, 2016년 10월 29일부터 이에 반대하는 시민과 단체들이 모여 지속적으로 개최하는 집회이다. 언론에서는 초기에는 맞불 집회라고 불렸으나, 박근혜 대통령 퇴진 집회에서 촛불을 들고 시위하는 것과는 달리 주로 태극기를 들고 시위에 참여해 태극기 집회라고도 불린다. 또한 한미동맹을 강조하기 위해 성조기가 등장하기도 한다.
초기에는 일부 친박단체 위주로 시위가 발생했으나, 이후 여러 친박단체들의 연대체인 대통령 탄핵기각을 위한 국민총궐기 운동본부가 집회를 주최하여, 대한문 앞 서울광장에서 매주 토요일 오후 2시 대규모 집회를 열었다. 박근혜 대통령 파면 결정 이후 대통령 탄핵기각을 위한 국민총궐기 운동본부는 대통령 탄핵무효 국민저항총궐기 운동본부로 명칭을 변경하여 탄핵 무효를 위한 집회인 '대통령 탄핵무효 국민저항 총궐기 국민대회' 주최를 계속 이어나갔다. 이후 대통령 탄핵무효 국민저항총궐기 운동본부가 분열하여 여러단체가 만들어졌다. 이때 만들어진 친박단체인 '태극기시민혁명 국민운동본부'는 서울 대한문에서 '태극기시민혁명 국민대회'를 개최하고 있다. '박근혜 대통령 무죄 석방 1천만 서명운동본부'는 대학로에서 '박근혜 대통령 인권유린 중단 및 무죄석방 촉구 태극기 집회'를 열었고, 서명본부는 '천만인무죄석방본부'로 명칭을 변경하여 서울역에서 '박근혜 대통령 무죄석방! 정치투쟁선언 지지! 태극기 집회'를 열고있는 중이다.
2018년에 들어서 점차 시위가 박근혜 대통령 석방에서 문재인 대통령 퇴진 운동으로 변질되었다. 일부 시위대는 문재인 대통령에 대한 반대에 참여하는 한편, 그와 별개로 반문재인보다 박근혜 대통령의 사면 복권 촉구에 초점을 둔 소규모 시위를 계속 진행했다. 이후 문재인 대통령이 박근혜 대통령에 대한 사면 복권을 결정하면서, 반문재인 성격이 빠지거나 약화된 채로 박근혜 전 대통령을 지지하는 집회가 계속 열리고 있다.

## 전개

### 시위 시작

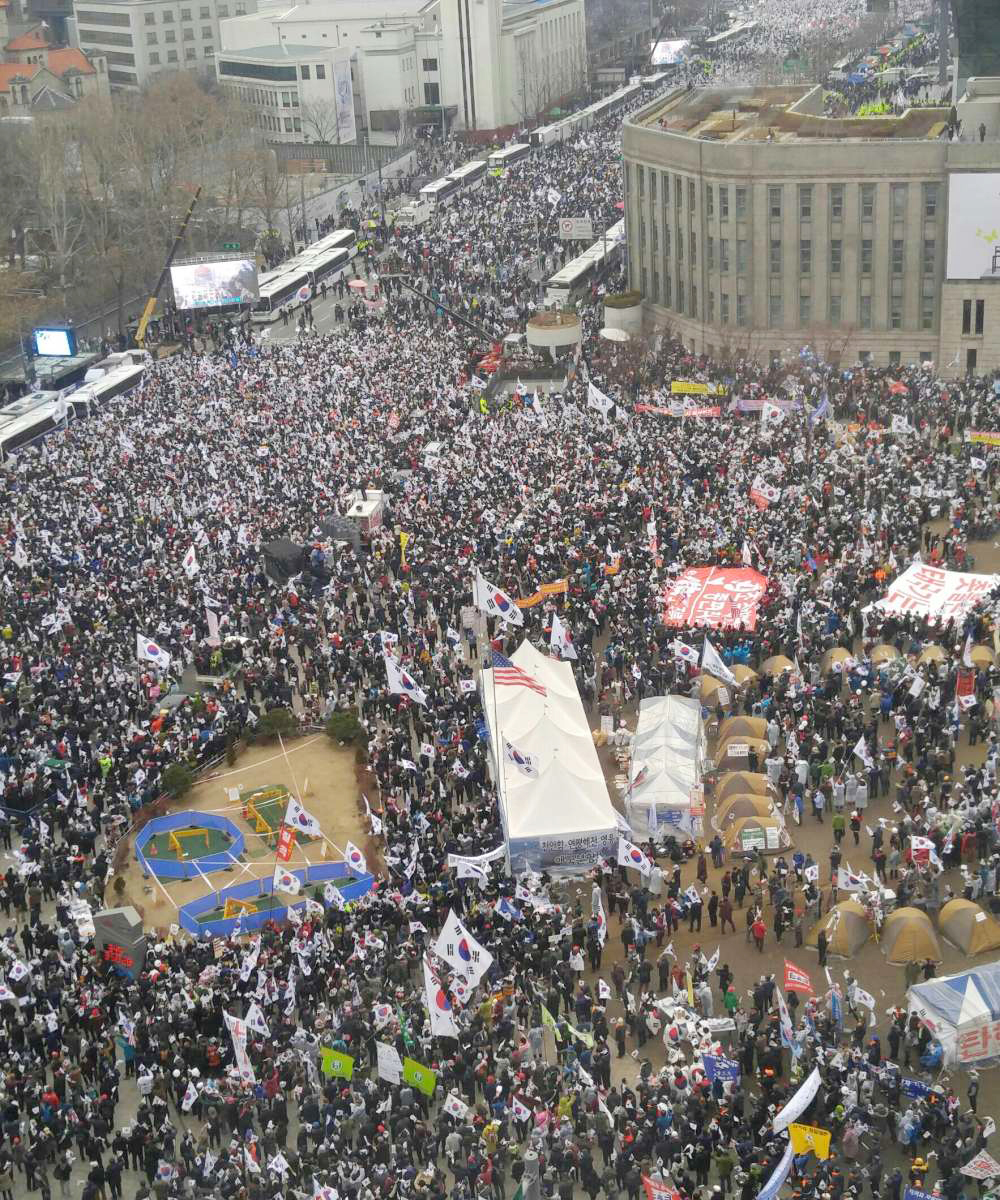
2017년 3월 1일 서울시청 앞 광장에 운집한 태극기 집회 시위자들

2016년 10월 24일, <JTBC 뉴스룸>이 최순실이 버리고 갔다는 태블릿 컴퓨터 자료를 근거로 "최순실이 대통령 연설문을 대통령이 공개적으로 발표하기 전에 받았다"고 보도하였다. 이로 인해 파장이 일어나 최순실의 국정농단 의혹이 불거졌다. 이에 보수단체들은 “JTBC는 태블릿 PC의 정체를 제대로 밝히지 않은 채 의혹만 증폭시켰다”고 주장하였고, “문제의 태블릿PC를 어떤 과정을 거쳐 입수하였는지를 분명히 밝혀야 한다”고 촉구하며 10월 31일 JTBC 사옥 앞에서 항의 시위를 하였다.
2016년 11월 19일, 오후 2시 서울역 광장에 박사모, 자유총연맹, 나라사랑어머니연합 등 80여개 보수단체를 포함한 주최 측 추산 6만7000명, 경찰 추산 1만1000명이 모여 박근혜 하야 및 탄핵 반대 시위를 개최하였다. 이 날 정광용 박사모 회장은 “박 대통령이 하야하면 문재인이 민주당 후보로 경선도 없이 추대될 것”이라며 “문재인이 대통령이 되면 낮은 단계의 연방제, 고려연방제를 추진해 북한(조선민주주의인민공화국)의 김정은이 대통령이 될 것”이라고 목소리를 높였다.

### 탄핵 소추 가결 이후
2016년 12월 9일 국회에서 박근혜 대통령 탄핵 소추안이 가결되고, 이에 반대하는 시민들의 참여로 집회는 계속 규모가 커져나갔다. 2016년 12월 17일, 주최 측 추산 100만명, 경찰 추산 3만명이 모여 헌법재판소 앞과 광화문 광장에서 시위를 하였다. 젊은층도 상당수 참여해 언론과 탄핵 절차에 대한 비판을 제기하였다. 스스로 나라를 위해 기도하는 모임의 일원이라고 소개한 최 모씨(당시 21세)은 “국회가 언론의 추측성 보도에 휩쓸려 탄핵 가결을 해버렸다”며 분노를 표출하였다. 대구에서 올라온 이 모씨(당시 24세) 역시 “지금으로선 증거불충분 상태”라며 “헌재가 정정당당하다면 기각으로 결정되는 게 당연하다”고 강조했다.
한편, 고영태의 전화통화 녹취록을 통해 이 사건 관련 정보의 최초 폭로자였던 고영태가 사건의 배후에서 사건을 모의하고 기획하는 핵심적인 역할을 했다는 의혹이 제기되자, 탄핵에 반대하는 태극기 집회 참여 열기가 폭발적으로 분출되기에 이르렀고, 참여인원이 촛불집회를 넘어섰다는 추정도 나왔다. 이와 함께 헌법재판소의 탄핵 기각 전망도 높아졌다는 분석이 제기되었다.

### 탄핵 인용 이후

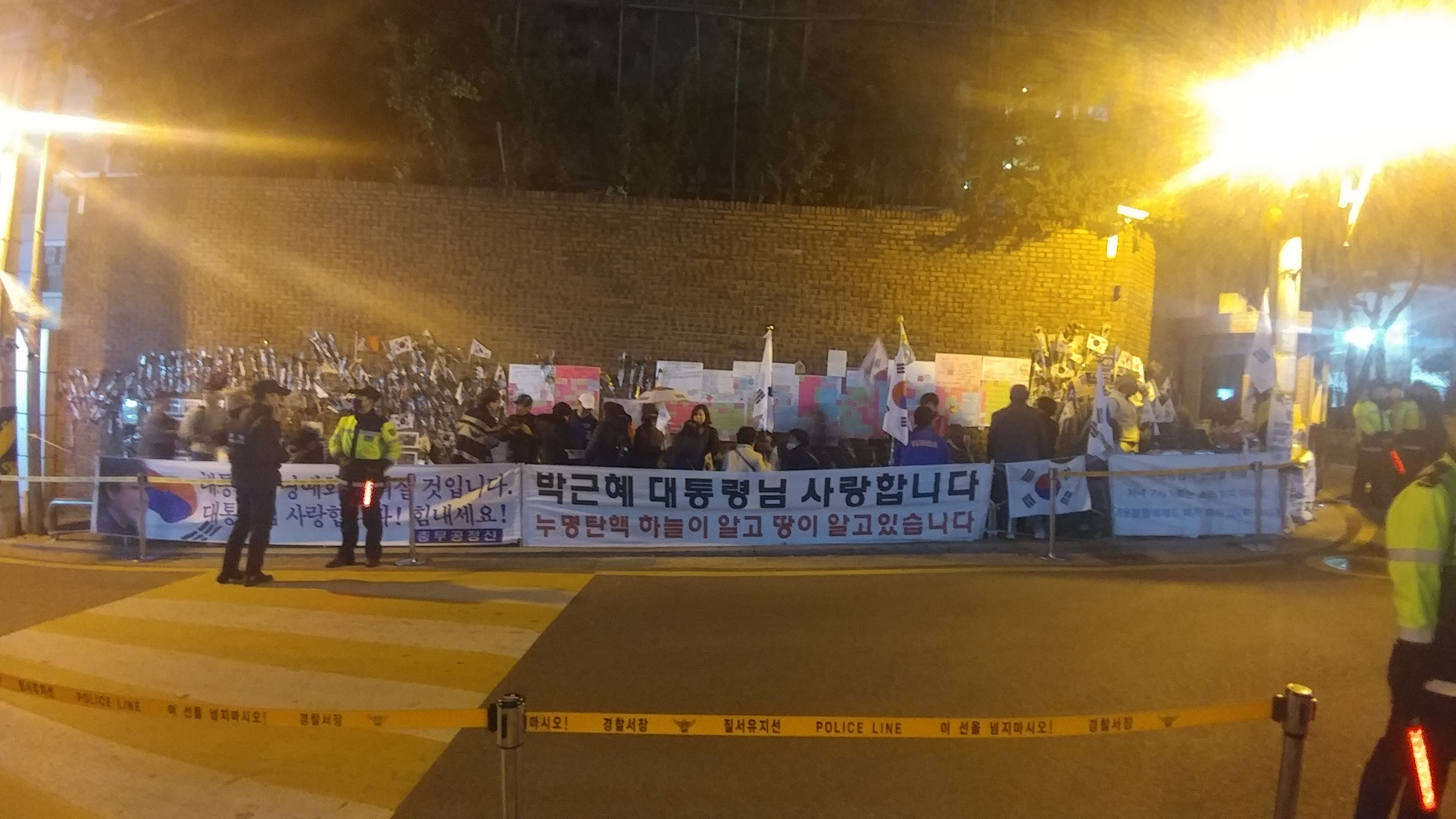
박근혜 삼성동 자택 앞에서 탄핵 반대 시위를 벌이고 있는 시위자들

2017년 3월 10일, 헌법재판소에서 박근혜 대통령 탄핵안이 인용되자, 헌재 앞에서 결과를 기다리고 있던 시위대는 크게 항의를 하며 격렬한 시위를 전개하였다. 시위대 측은 경찰차에 있던 스피커가 떨어져 시위자 2명이 사망하였다고 밝혔다. 다음날 11일 경찰과 대치하다 쓰러져 위중한 상태에 있던 이 모씨(74)가 병원에서 추가로 사망해 탄핵 반대 집회 사망자는 3명으로 늘어났다. 한편 탄핵이 인용된 다음날인 11일 대통령 탄핵기각을 위한 국민총궐기 운동본부 (탄기국)는 대통령 탄핵무효 국민저항총궐기 운동본부 (국저본)로 이름을 변경했다.
대선 선거운동이 시작되는 4월 17일부터 대선 때까지 현재까지와 같은 형태의 집회는 금지될 예정이다. 이에 국민저항본부와 새누리당에 모두 속한 정광용은 새누리당을 창당한 뒤 국회의원 지역구 창당 대회 형식으로 탄핵 반대 시위를 이어간다고 밝혔다. 하지만 실제로 창당대회 형식으로 시위를 이어가지는 않았으며 새누리당 조원진 후보 유세에 태극기를 들고 참석하는 것으로 대신하였다.
다른 친박단체인 '태극기시민혁명 국민운동본부'는 '태극기 시민혁명 국민대회'라는 이름으로 대선 기간 중에도 탄핵 반대 집회를 개최하였다.
또한 대한민국 헌법 제84조를 위반했음도 강조하면서 박근혜 대통령이 청와대로 복귀하도록 하겠다는 내용도 담겨져 있다.

### 19대 대선 이후
새누리당 사무총장이자 국민저항본부 대변인인 정광용은 대선 전날인 5월 8일, 19대 대선 과정에서 태극기 세력이 둘로 나뉜 것이 안타깝다며, 5월 13일 태극기 집회를 연다며 대선 이후에는 하나가 되어 태극기 집회에 참여하자는 발표문을 국민저항본부 대변인 명의로 올렸다.
하지만 5월 13일 국민저항본부 측 태극기 집회는 내분 끝에 한시간만에 끝났으며 '태극기 시민혁명 국민운동본부'는 별도의 집회를 열었다. 두 집회 모두 집회 규모가 크게 줄어들었다.
현재도 박사모 및 국민저항본부측, 대한애국당과 서명운동본부측, 태극기시민혁명측 등 여러 단체의 탄핵 반대 시위가 진행 중이다.

### 문재인 대통령 퇴진 운동
2018년 평창 동계 올림픽에서 문재인 정부의 조선민주주의인민공화국과의 공조 움직임에 대한 반대 여론이 시위로 분출되자, 태극기 집회에서 대통령 문재인의 퇴진을 요구하는 구호가 대거 등장하기 시작하였다. 더불어민주당원 댓글 조작 사건이 발생하자, 이를 규탄하는 시위도 열렸다.

## 논란

### 시위자 동원
2017년 1월 26일, JTBC 뉴스룸이 박사모, 어버이연합 등 박근혜 대통령 탄핵 반대 시위에 참여하는 보수 단체들이 돈을 주고 시위자를 동원한다는 증언을 보도했으나, 태극기 집회 참여 단체들은 이를 전면 부정했다.

### 과장 인원
보수 단체가 추산한 인원에 대해 ‘과시용’ 혹은 ‘현실과 동떨어진 수치’란 지적이 제기되었다. 서울시청 앞 광장 일대에 그 많은 사람들이 동시에 모이는 것이 현실적으로 불가능해 설득력이 떨어진다는 주장도 있다. 일부 언론에서도 보수 단체 집회 인원을 과장된 수치라고 지적하고 있다고 보도하고 있다. 하지만 인터넷 등에선 보수 단체들의 주장이 사실인 것처럼 유통되고 있는 것이 문제로 지적되었다. 그리고 경찰이 추산인원을 비공개로 전환하자 과장된 인원에 대한 논란이 지속되고 있다.

### 내란죄
또한 일부 보수 단체 집회 참가자들은 계엄령을 선포하라는 구호가 적힌 손 팻말을 들고 계엄령 선포를 촉구하여 문제가 되었고 결국 보수단체들은 내란죄로 고발당하였다.

### 서울광장 무단사용 및 공무집행 방해
박원순 서울특별시장은 2017년 3월 1일 서울광장 무단사용, 서울도서관 소란과 이용시민 방해, 적법한 공무집행방해 등을 이유로 박사모 등 해당 단체와 책임자 등을 고발한다고 밝혔다.

### 폭력 시위
서울 종로경찰서는 탄핵반대 집회를 주도한 정광용 '박근혜를 사랑하는 모임'(박사모) 중앙회장과 사회자 손상대씨에게 집회 및 시위에 관한 법률 위반 혐의로 출석요구서를 발송했다고 3월 22일 밝혔다. 이때 몇몇 집회
참가자들은 경찰버스를 탈취해 경찰 차벽과 울타리를 들이받기도 했다.

### 기타
태극기 탄핵 반대 집회 참가자들이 반대측  탄핵 찬성 촛불 집회 참가자들을 빨갱이와 종북좌파로 비난하며 잡아죽여야 한다고 한 것이 문제점으로 지적되었다.

## 비판

### 더불어민주당
더불어민주당은 태극기는 나라의 국격이고 자존심이라면서 국정농단과 헌정유린 세력들이 자신들을 옹호하기 위해 태극기를 악용하고 있다고 주장했다. 또한 이어 지난 토요일 촛불집회에 참여한 학생들을 묻지마 폭행하거나 소위 친박집회에 불편을 호소하던 시민들을 집단적으로 폭행하는 사건도 벌어졌다고 한다며 점차 난폭해지고 있는 이들의 집단적 광기는 박 대통령과 친박 세력의 무책임한 여론선동과 무관하지 않고 촛불민주주의를 폭력으로 오염시킨다고 주장하였다.

### 국민의당
이름을 바꾼 새누리당이 심볼에 태극기 형상을 넣는 것은 흉칙한 범죄를 저지른 조폭이 팔뚝에 태극기를 문신하는 것과 똑같은 짓이고 새누리당은 보수와 태극기를 더 이상 독점하고 능멸해서는 안 된다고 비판했다.

### 바른정당
바른정당은 태극기 집회와 자유한국당 의원들의 태극기 집회 참석에 대해 극단적 선동 행위이며 박근혜 대통령과 최순실의 국정농단을 옹호하는 집회라고 주장하였다. 또한 태극기집회에서 일부 참가자들이 계엄령 선포를 주장하자 국민들이 평화적 집회·시위를 진행하는데 계엄을 선포하라고 국민을 협박하는 사람들은 보수가 아니라 파시스트라고 비판했다.

### 정의당
특검은 청와대와 삼성을 비롯한 대기업이 물밑 논의를 통해 관제데모를 총괄 지휘, 지원한 정황을 포착했다면서 지난 3년간 청와대는 4대 재벌로부터 돈을 받아 70억 가량을 극우단체에 지원했고, 어버이연합, 엄마부대 등 어용단체들은 청와대와 재벌의 지시에 따라 거리에서 충성을 다해 태극기를 흔들었다고 비판했다.

## 갤러리

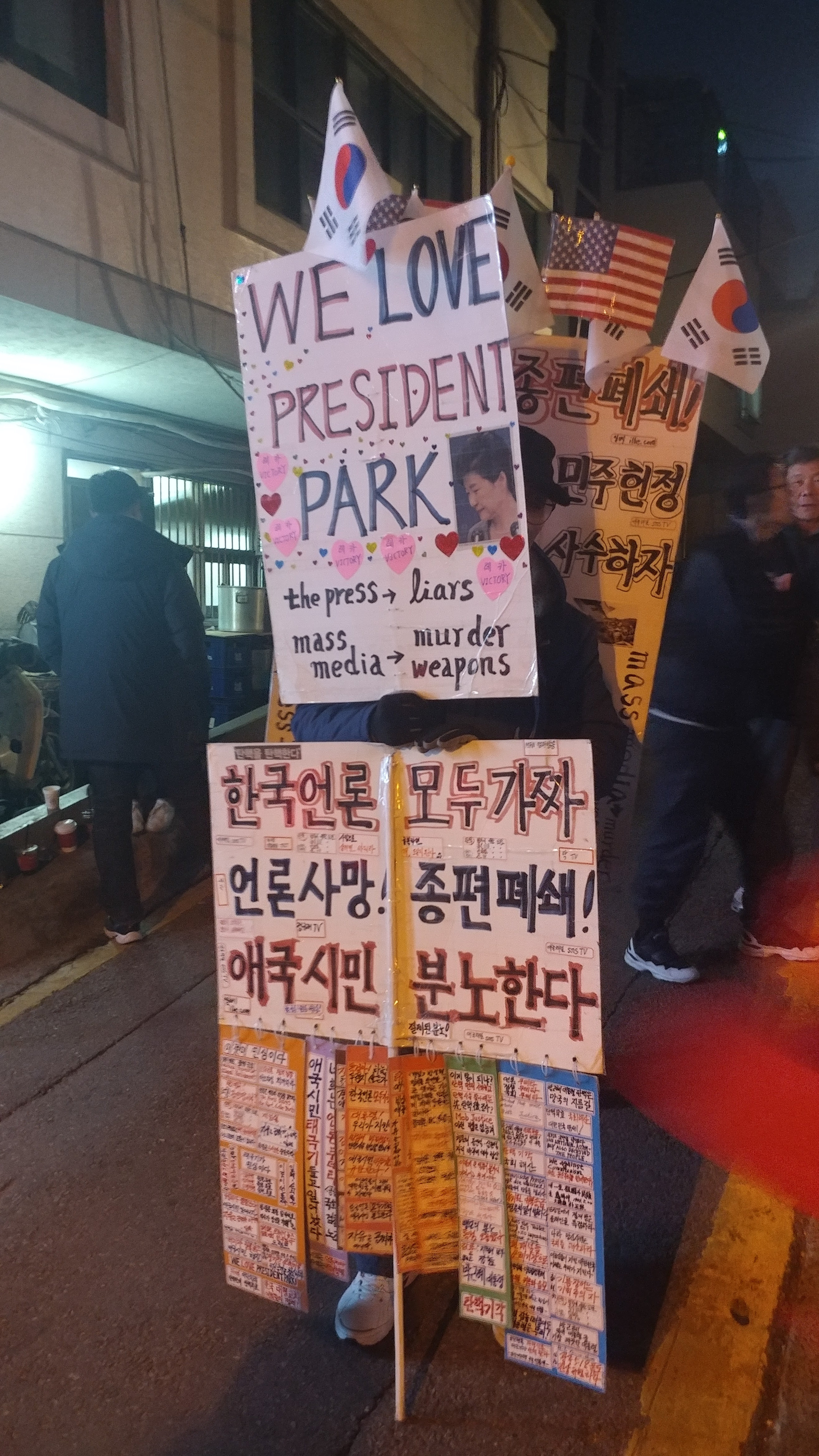
박근혜 삼성동 자택 앞에서 탄핵 인용 결정에 대해 항의하는 한 남성

## 같이 보기
- 박근혜-최순실 게이트
- 박근혜 대통령 탄핵
- 박근혜 대통령 퇴진 운동
- 문재인 대통령 퇴진 운동